# Hugo Porfírio
Hugo Porfírio (Lisboa, 8 de setembre de 1973) és un exfutbolista portugués, que jugava de lateral.

## Trajectòria
Va començar a destacar a les files de l'Sporting de Portugal, però al no trobar lloc al planter lisboeta, va ser cedit tres vegades consecutives: al FC Tirsense, a la União Leiria i al West Ham United FC anglès. La temporada 97/98 fitxa pel Racing de Santander de la lliga espanyola, però tan sols una temporada després retorna al seu país per militar al Benfica.
Sense espai a l'altre gran club de la capital, entraria en una nova roda de cessions a equips portuguesos i anglesos, fins al punt de jugar amb el filial del Benfica. Posteriorment, va militar en modestos equips del seu país. Es va retirar el 2008 després de recalar al saudita Al-Nasr.

## Selecció
Hugo Porfírio va ser tres vegades internacional amb Portugal, tot disputant l'Eurocopa de 1996. També va estar a la selecció olímpica d'eixe any, a Atlanta 96.